# Bill Medley
William Thomas « Bill » Medley, né le 19 septembre 1940 à Santa Ana (Californie), est un chanteur et compositeur américain connu comme étant l'un des deux Righteous Brothers. Il est noté pour sa voix baryton-basse, remarqué notamment dans des chansons comme You've Lost That Lovin' Feelin'.  Medley a produit un certain nombre de chansons pour le duo, dont Unchained Melody et Soul and Inspiration. 
Medley a également fait une carrière solo, et a notamment fait un duo connu avec Jennifer Warnes (I've Had) The Time of My Life, lequel a gagné de nombreuses récompenses.
Il a participé à l’album de Michel Colombier Wings